# Antonio Magaz
Pour les articles homonymes, voir Magaz.
 (octobre 2023).
La mise en forme du texte ne suit pas les recommandations de Wikipédia : il faut le « wikifier ».
Les points d'amélioration suivants sont les cas les plus fréquents. Le détail des points à revoir est peut-être précisé sur la page de discussion.
- Les titres sont pré-formatés par le logiciel. Ils ne sont ni en capitales, ni en gras.
- Le texte ne doit pas être écrit en capitales (les noms de famille non plus), ni en gras, ni en italique, ni en « petit »…
- Le gras n'est utilisé que pour surligner le titre de l'article dans l'introduction, une seule fois.
- L'italique est rarement utilisé : mots en langue étrangère, titres d'œuvres, noms de bateaux, etc.
- Les citations ne sont pas en italique mais en corps de texte normal. Elles sont entourées par des guillemets français : « et ».
- Les listes à puces sont à éviter, des paragraphes rédigés étant largement préférés. Les tableaux sont à réserver à la présentation de données structurées (résultats, etc.).
- Les appels de note de bas de page (petits chiffres en exposant, introduits par l'outil «  Source ») sont à placer entre la fin de phrase et le point final[comme ça].
- Les liens internes (vers d'autres articles de Wikipédia) sont à choisir avec parcimonie. Créez des liens vers des articles approfondissant le sujet. Les termes génériques sans rapport avec le sujet sont à éviter, ainsi que les répétitions de liens vers un même terme.
- Les liens externes sont à placer uniquement dans une section « Liens externes », à la fin de l'article. Ces liens sont à choisir avec parcimonie suivant les règles définies. Si un lien sert de source à l'article, son insertion dans le texte est à faire par les notes de bas de page.
- La présentation des références doit suivre les conventions bibliographiques. Il est recommandé d'utiliser les modèles {{Ouvrage}}, {{Chapitre}}, {{Article}}, {{Lien web}} et/ou {{Bibliographie}}. Le mode d'édition visuel peut mettre en forme automatiquement les références.
- Insérer une infobox (cadre d'informations à droite) n'est pas obligatoire pour parachever la mise en page.

Pour une aide détaillée, merci de consulter Aide:Wikification.
Si vous pensez que ces points ont été résolus, vous pouvez retirer ce bandeau et améliorer la mise en forme d'un autre article.
 (octobre 2023).
Le contenu est difficilement compréhensible vu les erreurs de traduction, qui sont peut-être dues à l'utilisation d'un logiciel de traduction automatique.
Antonio Magaz et Pers, marquis de Magaz, né le 21 juin 1864 à Barcelone et mort le 13 octobre 1953 à Madrid, est un officier de la marine espagnole, diplomate et homme politique espagnol, vice-président du deuxième Directoire Militaire pendant la dictature de Primo de Rivera (1923-1925) et gentilhomme du roi Alphonse XIII.

## Biographie
Il est le fils de Juan Magaz et Jaime (Calatayud, 1823 - Madrid, 1901), Ier marquis de Magaz, et de Leonor Pers et Girandón. Il est marié avec María des Anges Fernández de Henestrosa et Sources-Bustillo (Madrid, 1863 - Madrid, 1934), et est le père de Juan, Jaime, Carlos, Antonio et Andrés Magaz et Fernández de Henestrosa. Son petit-fils, Antonio Magaz et Sangro, né à Madrid en janvier 1926 et mort à Santander le 12 juin 1984, (fils de Juan, qui a été fusillé le 7 novembre 1936 dans la prison Modèle de Madrid) est lui aussi devenu marquis de Magaz (le IIIe).
En 1878, il est rentré dans l'École Navale Flottante, à bord de la frégate les Asturies. En 1880, il est monté à guardiamarina et, en 1884, à sous-lieutenant de navire. Dans ses premières années de service, il a navigué avec la corvette Ferrolana, Tornade et María de Molina, et avec les frégates Blanche, Carmen, Saragosse, Gérone et Loyauté.
En 1892, déjà aussi bien que lieutenant de vaisseau, il a participé à la reconstitution du voyage de découverte de l'Amérique effectué par une réplique de la caravelle Sainte María, dans la chambre centenaire de la découverte.
En 1898, il a participé à la guerre de Cuba à bord du croiseur cuirassée la Biscaye, en entrant en combat avec la marine américaine le 3 juillet de cette année à Santiago du Cuba, bataille qui fut un échec pour la flotte espagnole. Postérieurement, il a reçu le commandement des Canonnières Mac Mahón (1900) et Téméraire (1909). En 1915, il prend le commandement de la corvette-école Nautilus, et l'an suivant, a dirigé par un bref espace de temps l'École Navale Militaire. Il a été après fiscal de la Cour suprême de Guerre et Marina, pour passer postérieurement à commander le cuirassé l'Espagne.
En 1920, il a été monté à contre-amiral et nommé Délégué Naval de l'Espagne dans la Commission Permanente de la Société de Nations. En 1922, il est passé à diriger la récemment créée Aéronautique Navale.
Avec l'arrivée de la dictature de Primo de Rivera, il fait partie du Directoire Militaire, de celui qui a été vice-président (1923-1925) et président intérimaire pendant le séjour du dictateur en Afrique (1924-1925).
En 1930, il a été nommé amiral et capitaine général du Département Maritime de Carthagène. Depuis ce poste, le 14 avril de l'an suivant, est allé le charger de licencier au roi Alfonso XIII à son exil, après les élections qu'ils ne donneraient pas à la Deuxième République.
Il a été ambassadeur dans le Saint Siège en deux occasions (1926-1930) (1936),. Il a postérieurement été ambassadeur à Berlin (1937-1940) et Buenos Aires (1940-1943),.

## Saint-Siège
En 1936, il a été mandaté par la Junte de Défense Nationale de Burgos pour obtenir le placet comme ambassadeur devant le Saint Siège; celui-ci lui fut dénié puisque le Saint Siège seulement reconnaissait au représentant du gouvernement de la Deuxième République, Luis de Zulueta, comme ambassadeur. Enfin le 30 septembre, devant l'absence de l'ambassadeur, Magaz s'est fait avec le contrôle du siège et au lendemain le drapeau royaliste. Le Saint Siège ne lui a jamais reconnu officiellement, bien qu'enfin, lorsque Magaz a été destiné à Berlin, a fini en reconnaissant à son successeur, Pedro de Churruca et Dots.